# 5331 Erimomisaki
5331 Erimomisaki este un asteroid din centura principală de asteroizi.

## Descriere
5331 Erimomisaki este un asteroid din centura principală de asteroizi. A fost descoperit pe 27 ianuarie 1990 la Kitami de Kin Endate și Kazuro Watanabe. Asteroidul prezintă o orbită caracterizată de o semiaxă mare de 2,76 ua, o excentricitate de 0,39 și o înclinație de 12,1° în raport cu ecliptica.